# Anselmo Anselmi
Anselmo Anselmi (Viterbo, 19 dicembre 1863 – Bagnaia, 5 ottobre 1943) è stato un notaio italiano.
Nel 1900 fondò a Roma la Scuola libera di notariato. Gli si devono varie opere notarili, come Principi d'arte notarile (1952) e Bibliografia del notariato pratico (1930).